# Petriolo
Petriolo är en ort och kommun i provinsen Macerata i regionen Marche i Italien. Kommunen hade 1 929 invånare (2018).